# Ivan Geometar
Ivan Geometar ili Kyriotes (grč.: Ιωάννης Γεωμέτρης/Κυριώτης) bio je bizantski pjesnik, vojnik i redovnik. Bio je jedan on najznačajnijih književnika makedonske renesanse.

## Životopis
Ivan Geometar je vjerojatno bio plemićkog porijekla, ali ništa se ne zna o njegovoj rodbini. Bio je vrlo dobro obrazovan i služio je bizantsku vojsku prije nego se povukao u redovništvo. Stvarao je za vrijeme vladavine Nikefora II. Foke (963. – 969.), Ivana I. Cimiska (969. – 976.) i rane godine vladavine Bazilija II. (976. – 1025.). Kao posljedica toga, njegovo je pjesništvo puno upućivanja na ondašnje bizantske ratove s Bugarima i Rusima, kao i na pobune Varde Sklira i Varde Foke Mlađeg. Među bizantksim carevima najviše je hvalospjeva napisao o Nikeforu II. Foki, a ocrnio je njegovog ubojicu i nasljednika Ivana Cimiskija. U prošlosti su ga netočno identificirali s drugim pjesnikom Ivanom, biskupom Melitene.
Ivan Geometar je pisao i u pjesmi i u prozi. Njegovi su radovi bili epigrami, uključujući i zbirku Paradeisos ("Raj"), himne Djevici Mariji, encomium stablu hrasta, djela u prozi o retorici, oratorije i egzegeze.

## Izdanja
Prvo izdanje njegovih pjesama objavio je 1841., na temelju rukopisa Paris. suppl. gr. 352 iz 13. stoljeća, ali njegovo je izdanje bilo prepuno grešaka. Novo prerađeno izdanje s prijevodom na francuski objavila je Émilie Marlène van Opstall 2008.